# Moselle Open 2022
Moselle Open 2022 là một giải quần vợt thi đấu trên mặt sân cứng trong nhà. Đây là lần thứ 24 giải Moselle Open được tổ chức, và là một phần của ATP Tour 250 trong ATP Tour 2022. Giải đấu diễn ra tại Arènes de Metz từ ngày 19 tháng 9 đến ngày 25 tháng 9 năm 2022.

## Nội dung đơn

### Hạt giống
| Quốc gia | Tay vợt              | Xếp hạng1 | Hạt giống |
| -------- | -------------------- | --------- | --------- |
|          | Daniil Medvedev      | 4         | 1         |
| POL      | Hubert Hurkacz       | 10        | 2         |
| ITA      | Lorenzo Musetti      | 30        | 3         |
| DEN      | Holger Rune          | 31        | 4         |
| GEO      | Nikoloz Basilashvili | 36        | 5         |
|          | Aslan Karatsev       | 39        | 6         |
| KAZ      | Alexander Bublik     | 44        | 7         |
| FRA      | Adrian Mannarino     | 47        | 8         |

- 1 Bảng xếp hạng vào ngày 12 tháng 9 năm 2022 [3]

### Vận động viên khác
Đặc cách:
- Richard Gasquet
- Ugo Humbert
- Gilles Simon

Bảo toàn thứ hạng:
- Dominic Thiem

Vượt qua vòng loại:
- Grégoire Barrère
- Zizou Bergs
- Evan Furness
- Stan Wawrinka

### Rút lui
- Pablo Carreño Busta → thay thế bởi  Lorenzo Sonego
- Maxime Cressy → thay thế bởi  João Sousa
- Alejandro Davidovich Fokina → thay thế bởi  Jiří Lehečka
- Grigor Dimitrov → thay thế bởi  Arthur Rinderknech
- Ilya Ivashka → thay thế bởi  Mikael Ymer
- Karen Khachanov → thay thế bởi  Adrian Mannarino
- Filip Krajinović → thay thế bởi  David Goffin
- Gaël Monfils → thay thế bởi  Hugo Gaston

## Nội dung đôi

### Hạt giống
| Quốc gia | Tay vợt         | Quốc gia | Tay vợt                | Xếp hạng1 | Hạt giống |
| -------- | --------------- | -------- | ---------------------- | --------- | --------- |
| GER      | Tim Pütz        | NZL      | Michael Venus          | 15        | 1         |
| GBR      | Lloyd Glasspool | FIN      | Harri Heliövaara       | 39        | 2         |
| FRA      | Nicolas Mahut   | FRA      | Édouard Roger-Vasselin | 74        | 3         |
| BRA      | Rafael Matos    | ESP      | David Vega Hernández   | 76        | 4         |

- Bảng xếp hạng vào ngày 12 tháng 9 năm 2022

### Vận động viên khác
Đặc cách:
- Dan Added /  Albano Olivetti
- Grégoire Barrère /  Quentin Halys

### Rút lui
- Simone Bolelli /  Fabio Fognini → thay thế bởi  Sander Gillé /  Joran Vliegen

## Nhà vô địch

### Đơn
- Lorenzo Sonego đánh bại  Alexander Bublik, 7–6(7–3), 6–2

### Đôi
- Hugo Nys /  Jan Zieliński đánh bại  Lloyd Glasspool /  Harri Heliövaara, 7–6(7–5), 6–4